# Mycetophila hamata
Mycetophila hamata är en tvåvingeart som beskrevs av Johannes Winnertz 1863. Mycetophila hamata ingår i släktet Mycetophila och familjen svampmyggor. Inga underarter finns listade i Catalogue of Life.